# امبالانیرانا
امبالانیرانا (به لاتین: Ambalanirana) یک سکونتگاه مسکونی در ماداگاسکار است که در بونگولاوا واقع شده‌است.

## خصوصیات
امبالانیرانا ۱۹٬۰۰۰ نفر جمعیت دارد و ۹۹۰ متر بالاتر از سطح دریا واقع شده‌است.